# Torneo Apertura 2023 de Primera División (Liga Catamarqueña)
El Torneo Apertura 2023 de Primera División, llamado «Torneo Apertura "Ministerio de la Vivienda y Urbanismo" 2023» por motivos de patrocinio, también denominado como "Torneo Anual Clasificatorio", organizado por la Liga Catamarqueña de Fútbol, será el primer torneo de la temporada 2023 en dicha categoría. Inició el 7 de abril y finalizará el 30 de julio.
Lo disputarán los doce equipos pertenecientes a dicha división. El campeón obtendrá la clasificación al Torneo Regional Federal Amateur 2023-24.
El sorteo del fixture se llevó a cabo el 27 de marzo en la sede de la liga.
Consagró campeón al Club Sportivo Ferrocarriles del Estado de Chumbicha, que obtuvo su sexto título (quinto en la Primera División), con la dirección técnica de Roque Ferreyra. Clasificó, así, al Torneo Regional Federal Amateur 2023-24.
Villa Cubas consiguió la segunda plaza al Torneo Regional Federal Amateur 2023-24, tras vencer a San Lorenzo de Alem por 1 a 0 en la Final del Petit Torneo.

## Ascensos y descensos
| Pos. | Descendido de la Primera División 2022 |
| ---- | -------------------------------------- |
| 12.º | Rivadavia (Huillapima)                 |

| Pos. | Ascendido de la Primera B 2022 |
| ---- | ------------------------------ |
| 1.º  | San Isidro (Nueva Coneta)      |

## Formato
Torneo Anual 2023
Los 12 equipos jugarán 11 partidos cada uno a lo largo de 11 fechas, en una sola rueda, bajo el sistema de todos contra todos. En este torneo se usará el sistema de puntos, de acuerdo a la reglamentación de la Internacional F. A. Board, asignándose tres puntos al equipo que resulte ganador, un punto a cada uno en caso de empate y cero puntos al perdedor.
El club que resulte campeón clasificará al Torneo Regional Federal Amateur 2023-24, mientras que los equipos ubicados del 2.º al 9.º lugar clasificarán al Petit Torneo.
En la zona baja de la tabla, el equipo ubicado en la 11.ª posición deberá disputar la Promoción frente al ganador del Petit Torneo de Primera B, mientras que el equipo ubicado en el último puesto perderá la categoría de forma directa.
El orden de clasificación de los equipos, se determinará en una tabla de cómputo general, de la siguiente manera:
- 1) Mayor cantidad de puntos.
- 2) Mejor performance en los partidos que se enfrentaron entre sí; en caso de igualdad;
- 3) Mayor diferencia de goles; en caso de igualdad;
- 4) Mayor cantidad de goles a favor; en caso de igualdad;
- 5) Sorteo.

En caso de que la igualdad, sea de más de dos equipos, esta se dejará reducida a dos clubes, de acuerdo al orden de clasificación de los equipos determinado anteriormente.
Petit Torneo
Lo jugarán los 8 equipos clasificados del 2º al 9º lugar de la tabla de posiciones. Se desarrollará mediante el sistema de eliminación directa, a un solo partido. En caso de persistir la igualdad en los 90' de juego, se definirá mediante tiros desde el punto penal.
El equipo ganador se adjudicará la segunda plaza para participar en el Torneo Regional Federal Amateur 2023-24.

## Equipos participantes
| Nombre del club                         | Ciudad                              | Departamento | Fundación                |
| --------------------------------------- | ----------------------------------- | ------------ | ------------------------ |
| Club Deportivo Américo Tesorieri        | San Fernando del Valle de Catamarca | Capital      | 13 de octubre de 1933    |
| Club Atlético Policial                  | San Fernando del Valle de Catamarca | Capital      | 31 de marzo de 1945      |
| Club Deportivo Chacarita                | San Fernando del Valle de Catamarca | Capital      | 19 de marzo de 1934      |
| Club Atlético Defensores del Norte      | San Fernando del Valle de Catamarca | Capital      | 25 de junio de 1937      |
| Club Sportivo Ferrocarriles del Estado  | Chumbicha                           | Capayán      | 15 de septiembre de 1946 |
| Club Atlético Independiente             | San Fernando del Valle de Catamarca | Capital      | 28 de febrero de 1920    |
| Asociación Juventud Unida de Santa Rosa | San Fernando del Valle de Catamarca | Capital      | 23 de mayo de 1963       |
| Club Deportivo Salta Central            | San Fernando del Valle de Catamarca | Capital      | 12 de abril de 1984      |
| Club Atlético San Isidro                | Colonia Nueva Coneta                | Capayán      | 26 de julio de 2016      |
| Club Atlético San Lorenzo de Alem       | San Fernando del Valle de Catamarca | Capital      | 20 de mayo de 1936       |
| Club Atlético Vélez Sarsfield           | San Fernando del Valle de Catamarca | Capital      | 12 de febrero de 1928    |
| Club Sportivo Villa Cubas               | San Fernando del Valle de Catamarca | Capital      | 25 de agosto de 1932     |

### Distribución geográfica de los equipos
| Departamento | Cant. | Equipos |
| ------------ | ----- | --- |
| Capital      | 10    | Américo Tesorieri, Atlético Policial, Chacarita, Defensores del Norte, Independiente (C), Juventud Unida, Salta Central, San Lorenzo de Alem, Vélez Sarsfield y Villa Cubas |
| Capayán      | 2     | Ferrocarriles (Chumbicha) y San Isidro (Nueva Coneta) |

## Entrenadores
| Equipo                       | Entrenador (fechas)                                      |
| ---------------------------- | -------------------------------------------------------- |
| Américo Tesorieri            | Diego Varas (1.ª - 11.ª)                                 |
| Atlético Policial            | Marcelo Vega (1.ª - 11.ª)                                |
| Chacarita                    | Claudio Delgadino (1.ª - 11.ª)                           |
| Defensores del Norte         | Hugo Soria (1.ª - 11.ª)                                  |
| Ferrocarriles (Chumbicha)    | Roque Ferreyra (1.ª - 11.ª)                              |
| Independiente (Capital)      | Gustavo Villafañe (1.ª - 11.ª)                           |
| Juventud Unida de Santa Rosa | Pablo Aredes (1.ª - 5.ª) Guillermo Herrera (6.ª - 11.ª)  |
| Salta Central                | Carlos Leiva (1.ª - 4.ª) Daniel Herrera (5.ª - 11.ª)     |
| San Isidro (Nueva Coneta)    | Juan Bernardo Silva (1.ª - 4.ª) Víctor Agüero (5 - 11.ª) |
| San Lorenzo de Alem          | Carlos Toledo (1.ª a 3.ª) José Mohamed (4.ª - 11.ª)      |
| Vélez Sarsfield              | Marcelo Mendoza (1.ª - 11.ª)                             |
| Villa Cubas                  | Gastón Grima (1.ª - 11.ª)                                |

## Competición

### Tabla de posiciones
| Pos. | Equipo                       | Pts. | PJ | PG | PE | PP | GF | GC | Dif. |
| ---- | ---------------------------- | ---- | -- | -- | -- | -- | -- | -- | ---- |
| 1.º  | Ferrocarriles (Chumbicha)    | 26   | 11 | 8  | 2  | 1  | 17 | 5  | 12   |
| 2.º  | Atlético Policial            | 26   | 11 | 8  | 2  | 1  | 22 | 2  | 20   |
| 3.º  | San Lorenzo de Alem          | 25   | 11 | 8  | 1  | 2  | 35 | 5  | 30   |
| 4.º  | Independiente (Capital)      | 19   | 11 | 5  | 4  | 2  | 21 | 9  | 12   |
| 5.º  | Defensores del Norte         | 19   | 11 | 6  | 1  | 4  | 14 | 12 | 2    |
| 6.º  | Villa Cubas                  | 16   | 11 | 5  | 1  | 5  | 25 | 14 | 11   |
| 7.º  | Vélez Sarsfield              | 14   | 11 | 4  | 2  | 5  | 13 | 12 | 1    |
| 8.º  | Chacarita                    | 13   | 11 | 4  | 1  | 6  | 17 | 17 | 0    |
| 9.º  | Américo Tesorieri            | 13   | 11 | 4  | 1  | 6  | 21 | 19 | 2    |
| 10.º | Juventud Unida de Santa Rosa | 12   | 11 | 3  | 3  | 5  | 8  | 13 | −5   |
| 11.º | Salta Central                | 4    | 11 | 1  | 1  | 9  | 7  | 34 | −27  |
| 12.º | San Isidro (Nueva Coneta)    | 1    | 11 | 0  | 1  | 10 | 1  | 59 | −58  |

|  | Campeón. Clasificado al Torneo Regional Federal Amateur 2023-24. |
|  | Clasificados al Petit Torneo.                                    |
|  | Relegado a la Promoción.                                         |
|  | Descendió a la Primera B 2023-24.                                |

|  |

#### Evolución de las posiciones
| Equipo / Fecha               | 1  | 2  | 3  | 4  | 5  | 6  | 7  | 8  | 9  | 10 | 11 |
| ---------------------------- | -- | -- | -- | -- | -- | -- | -- | -- | -- | -- | -- |
| Américo Tesorieri            | 7  | 6  | 3  | 3  | 6  | 8  | 5  | 8  | 10 | 10 | 9  |
| Atlético Policial            | 3  | 2  | 2  | 2  | 1  | 1  | 1  | 1  | 2  | 2  | 2  |
| Chacarita                    | 5  | 7  | 6  | 5  | 7  | 9  | 10 | 10 | 9  | 9  | 8  |
| Defensores del Norte         | 9  | 10 | 10 | 9  | 8  | 4  | 6  | 9  | 7  | 6  | 5  |
| Ferrocarriles (Chumbicha)    | 2  | 1  | 1  | 1  | 2  | 2  | 3  | 3  | 3  | 1  | 1  |
| Independiente (Capital)      | 4  | 3  | 4  | 6  | 10 | 10 | 7  | 5  | 4  | 4  | 4  |
| Juventud Unida de Santa Rosa | 10 | 9  | 8  | 7  | 5  | 6  | 9  | 6  | 8  | 8  | 10 |
| Salta Central                | 11 | 11 | 11 | 11 | 11 | 11 | 11 | 11 | 11 | 11 | 11 |
| San Isidro (Nueva Coneta)    | 12 | 12 | 12 | 12 | 12 | 12 | 12 | 12 | 12 | 12 | 12 |
| San Lorenzo de Alem          | 8  | 8  | 7  | 4  | 3  | 3  | 2  | 2  | 1  | 3  | 3  |
| Vélez Sarsfield              | 6  | 4  | 5  | 8  | 4  | 5  | 8  | 7  | 5  | 7  | 7  |
| Villa Cubas                  | 1  | 5  | 9  | 10 | 9  | 7  | 4  | 4  | 6  | 5  | 6  |

| 1. 2. |

### Resultados
| Fecha 1                   | Fecha 1   | Fecha 1                      | Fecha 1             | Fecha 1     | Fecha 1 |
| Local                     | Resultado | Visita                       | Estadio             | Fecha       | Hora    |
| ------------------------- | --------- | ---------------------------- | ------------------- | ----------- | ------- |
| Chacarita                 | 3 - 2     | Américo Tesorieri            | Américo Tesorieri   | 14 de abril | 16:00   |
| Independiente (Capital)   | 2 - 0     | Juventud Unida de Santa Rosa | Independiente (C)   | 14 de abril | 16:00   |
| San Lorenzo de Alem       | 0 - 1     | Vélez Sarsfield              | Malvinas Argentinas | 14 de abril | 16:30   |
| Atlético Policial         | 2 - 0     | Defensores del Norte         | Malvinas Argentinas | 15 de abril | 16:30   |
| Salta Central             | 0 - 4     | Ferrocarriles (Chumbicha)    | Malvinas Argentinas | 16 de abril | 14:30   |
| San Isidro (Nueva Coneta) | 0 - 10    | Villa Cubas                  | Malvinas Argentinas | 16 de abril | 16:30   |

| Fecha 2                      | Fecha 2   | Fecha 2                   | Fecha 2                              | Fecha 2     | Fecha 2 |
| Local                        | Resultado | Visita                    | Estadio                              | Fecha       | Hora    |
| ---------------------------- | --------- | ------------------------- | ------------------------------------ | ----------- | ------- |
| Vélez Sarsfield              | 1 - 1     | Independiente (Capital)   | Malvinas Argentinas                  | 21 de abril | 14:30   |
| Américo Tesorieri            | 4 - 0     | San Isidro (Nueva Coneta) | Américo Tesorieri                    | 21 de abril | 15:30   |
| Juventud Unida de Santa Rosa | 2 - 1     | Salta Central             | Independiente (C)                    | 21 de abril | 16:00   |
| Defensores del Norte         | 0 - 1     | San Lorenzo de Alem       | Malvinas Argentinas                  | 21 de abril | 16:30   |
| Ferrocarriles (Chumbicha)    | 1 - 0     | Chacarita                 | Polideportivo Municipal de Chumbicha | 22 de abril | 15:00   |
| Villa Cubas                  | 0 - 2     | Atlético Policial         | Malvinas Argentinas                  | 22 de abril | 16:30   |

| Fecha 3                   | Fecha 3   | Fecha 3                      | Fecha 3             | Fecha 3     | Fecha 3 |
| Local                     | Resultado | Visita                       | Estadio             | Fecha       | Hora    |
| ------------------------- | --------- | ---------------------------- | ------------------- | ----------- | ------- |
| San Isidro (Nueva Coneta) | 0 - 3     | Ferrocarriles (Chumbicha)    | Independiente (C)   | 28 de abril | 14:00   |
| Independiente (Capital)   | 1 - 1     | Defensores del Norte         | Independiente (C)   | 28 de abril | 16:00   |
| Américo Tesorieri         | 3 - 2     | Villa Cubas                  | Américo Tesorieri   | 28 de abril | 16:00   |
| Salta Central             | 1 - 1     | Vélez Sarsfield              | Malvinas Argentinas | 29 de abril | 16:00   |
| Chacarita                 | 1 - 1     | Juventud Unida de Santa Rosa | Malvinas Argentinas | 30 de abril | 14:00   |
| San Lorenzo de Alem       | 0 - 0     | Atlético Policial            | Malvinas Argentinas | 30 de abril | 16:00   |

| Fecha 4                      | Fecha 4   | Fecha 4                   | Fecha 4                              | Fecha 4   | Fecha 4 |
| Local                        | Resultado | Visita                    | Estadio                              | Fecha     | Hora    |
| ---------------------------- | --------- | ------------------------- | ------------------------------------ | --------- | ------- |
| Vélez Sarsfield              | 0 - 2     | Chacarita                 | Américo Tesorieri                    | 5 de mayo | 14:00   |
| Juventud Unida de Santa Rosa | 1 - 1     | San Isidro (Nueva Coneta) | Malvinas Argentinas                  | 5 de mayo | 15:00   |
| Defensores del Norte         | 3 - 1     | Salta Central             | Américo Tesorieri                    | 5 de mayo | 16:00   |
| Atlético Policial            | 1 - 0     | Independiente (Capital)   | Malvinas Argentinas                  | 5 de mayo | 17:00   |
| Villa Cubas                  | 0 - 3     | San Lorenzo de Alem       | Malvinas Argentinas                  | 6 de mayo | 16:00   |
| Ferrocarriles (Chumbicha)    | 1 - 1     | Américo Tesorieri         | Polideportivo Municipal de Chumbicha | 6 de mayo | 16:00   |

| Fecha 5                   | Fecha 5   | Fecha 5                      | Fecha 5             | Fecha 5    | Fecha 5 |
| Local                     | Resultado | Visita                       | Estadio             | Fecha      | Hora    |
| ------------------------- | --------- | ---------------------------- | ------------------- | ---------- | ------- |
| San Isidro (Nueva Coneta) | 0 - 5     | Vélez Sarsfield              | Malvinas Argentinas | 12 de mayo | 14:00   |
| Américo Tesorieri         | 1 - 2     | Juventud Unida de Santa Rosa | Américo Tesorieri   | 12 de mayo | 15:30   |
| Chacarita                 | 1 - 2     | Defensores del Norte         | Independiente (C)   | 12 de mayo | 16:00   |
| Ferrocarriles (Chumbicha) | 1 - 3     | Villa Cubas                  | Malvinas Argentinas | 12 de mayo | 16:00   |
| Independiente (Capital)   | 1 - 3     | San Lorenzo de Alem          | Malvinas Argentinas | 13 de mayo | 16:00   |
| Salta Central             | 0 - 4     | Atlético Policial            | Malvinas Argentinas | 14 de mayo | 16:00   |

| Fecha 6                      | Fecha 6   | Fecha 6                   | Fecha 6             | Fecha 6    | Fecha 6 |
| Local                        | Resultado | Visita                    | Estadio             | Fecha      | Hora    |
| ---------------------------- | --------- | ------------------------- | ------------------- | ---------- | ------- |
| Vélez Sarsfield              | 1 - 0     | Américo Tesorieri         | Américo Tesorieri   | 19 de mayo | 15:30   |
| Juventud Unida de Santa Rosa | 0 - 1     | Ferrocarriles (Chumbicha) | Independiente (C)   | 19 de mayo | 16:00   |
| Atlético Policial            | 3 - 0     | Chacarita                 | Malvinas Argentinas | 19 de mayo | 16:00   |
| Defensores del Norte         | 3 - 0     | San Isidro (Nueva Coneta) | Malvinas Argentinas | 20 de mayo | 14:00   |
| San Lorenzo de Alem          | 3 - 1     | Salta Central             | Malvinas Argentinas | 20 de mayo | 16:00   |
| Villa Cubas                  | 1 - 1     | Independiente (Capital)   | Malvinas Argentinas | 21 de mayo | 16:00   |

| Fecha 7                      | Fecha 7   | Fecha 7                 | Fecha 7                              | Fecha 7    | Fecha 7 |
| Local                        | Resultado | Visita                  | Estadio                              | Fecha      | Hora    |
| ---------------------------- | --------- | ----------------------- | ------------------------------------ | ---------- | ------- |
| Chacarita                    | 0 - 5     | San Lorenzo de Alem     | Malvinas Argentinas                  | 25 de mayo | 16:00   |
| Juventud Unida de Santa Rosa | 0 - 3     | Villa Cubas             | Malvinas Argentinas                  | 26 de mayo | 16:00   |
| Américo Tesorieri            | 5 - 1     | Defensores del Norte    | Américo Tesorieri                    | 26 de mayo | 16:00   |
| Ferrocarriles (Chumbicha)    | 3 - 1     | Vélez Sarsfield         | Polideportivo Municipal de Chumbicha | 27 de mayo | 15:00   |
| Salta Central                | 0 - 5     | Independiente (Capital) | Malvinas Argentinas                  | 28 de mayo | 14:00   |
| San Isidro (Nueva Coneta)    | 0 - 5     | Atlético Policial       | Malvinas Argentinas                  | 28 de mayo | 16:00   |

| Fecha 8                 | Fecha 8   | Fecha 8                      | Fecha 8             | Fecha 8    | Fecha 8 |
| Local                   | Resultado | Visita                       | Estadio             | Fecha      | Hora    |
| ----------------------- | --------- | ---------------------------- | ------------------- | ---------- | ------- |
| Independiente (Capital) | 2 - 1     | Chacarita                    | Independiente (C)   | 2 de junio | 15:00   |
| Villa Cubas             | 5 - 1     | Salta Central                | Malvinas Argentinas | 2 de junio | 16:00   |
| Defensores del Norte    | 0 - 1     | Ferrocarriles (Chumbicha)    | Malvinas Argentinas | 3 de junio | 14:00   |
| San Lorenzo de Alem     | 14 - 0    | San Isidro (Nueva Coneta)    | Malvinas Argentinas | 3 de junio | 16:00   |
| Vélez Sarsfield         | 0 - 1     | Juventud Unida de Santa Rosa | Malvinas Argentinas | 4 de junio | 14:00   |
| Atlético Policial       | 3 - 0     | Américo Tesorieri            | Malvinas Argentinas | 4 de junio | 16:00   |

| Fecha 9                      | Fecha 9   | Fecha 9                 | Fecha 9             | Fecha 9     | Fecha 9 |
| Local                        | Resultado | Visita                  | Estadio             | Fecha       | Hora    |
| ---------------------------- | --------- | ----------------------- | ------------------- | ----------- | ------- |
| Chacarita                    | 3 - 0     | Salta Central           | Malvinas Argentinas | 9 de junio  | 14:00   |
| Vélez Sarsfield              | 2 - 0     | Villa Cubas             | Malvinas Argentinas | 9 de junio  | 16:00   |
| San Isidro (Nueva Coneta)    | 0 - 6     | Independiente (Capital) | Independiente (C)   | 9 de junio  | 16:00   |
| Ferrocarriles (Chumbicha)    | 1 - 0     | Atlético Policial       | Malvinas Argentinas | 10 de junio | 16:00   |
| Juventud Unida de Santa Rosa | 0 - 1     | Defensores del Norte    | Malvinas Argentinas | 11 de junio | 14:00   |
| Américo Tesorieri            | 0 - 4     | San Lorenzo de Alem     | Malvinas Argentinas | 11 de junio | 16:00   |

| Fecha 10                | Fecha 10  | Fecha 10                     | Fecha 10            | Fecha 10    | Fecha 10 |
| Local                   | Resultado | Visita                       | Estadio             | Fecha       | Hora     |
| ----------------------- | --------- | ---------------------------- | ------------------- | ----------- | -------- |
| Chacarita               | 0 - 1     | Villa Cubas                  | Malvinas Argentinas | 15 de junio | 16:30    |
| Salta Central           | 2 - 0     | San Isidro (Nueva Coneta)    | Américo Tesorieri   | 16 de junio | 14:00    |
| Independiente (Capital) | 2 - 1     | Américo Tesorieri            | Independiente (C)   | 16 de junio | 16:00    |
| Atlético Policial       | 0 - 0     | Juventud Unida de Santa Rosa | Malvinas Argentinas | 16 de junio | 16:30    |
| Defensores del Norte    | 2 - 0     | Vélez Sarsfield              | Malvinas Argentinas | 17 de junio | 14:00    |
| San Lorenzo de Alem     | 0 - 1     | Ferrocarriles (Chumbicha)    | Malvinas Argentinas | 17 de junio | 16:30    |

| Fecha 11                     | Fecha 11  | Fecha 11                | Fecha 11                             | Fecha 11    | Fecha 11 |
| Local                        | Resultado | Visita                  | Estadio                              | Fecha       | Hora     |
| ---------------------------- | --------- | ----------------------- | ------------------------------------ | ----------- | -------- |
| Américo Tesorieri            | 4 - 0     | Salta Central           | Américo Tesorieri                    | 30 de junio | 15:30    |
| Juventud Unida de Santa Rosa | 1 - 2     | San Lorenzo de Alem     | Malvinas Argentinas                  | 30 de junio | 16:30    |
| Ferrocarriles (Chumbicha)    | 0 - 0     | Independiente (Capital) | Polideportivo Municipal de Chumbicha | 1 de julio  | 16:00    |
| Vélez Sarsfield              | 1 - 2     | Atlético Policial       | Malvinas Argentinas                  | 1 de julio  | 16:00    |
| San Isidro (Nueva Coneta)    | 0 - 6     | Chacarita               | Malvinas Argentinas                  | 2 de julio  | 14:00    |
| Villa Cubas                  | 0 - 1     | Defensores del Norte    | Malvinas Argentinas                  | 2 de julio  | 16:00    |

| 1. 2. |

|                                                  |
| Club Sportivo Ferrocarriles del Estado 6° título |
| Campeón Torneo Apertura 2023                     |

## Promoción
| 15 de julio, 14:00                           | Salta Central   | 1 - 0   | Club Fiel | Malvinas Argentinas, Catamarca |                          |
|                                              | Jairo Nieva 25' | Reporte |           | Árbitro(s): Jesús Aldeco       | Árbitro(s): Jesús Aldeco |
| Salta Central permanece en Primera División. |                 |         |           |                                |                          |

## Petit Torneo
El Petit Torneo se jugará a un solo partido con el sistema de eliminación directa, en el cual participarán los 8 equipos mejores ubicados luego del campeón del Anual. El ganador de la Final clasificará al Torneo Regional Federal Amateur.

### Cuadro de desarrollo
|  | Cuartos de final | Cuartos de final        | Cuartos de final |                         |       | Semifinales         | Semifinales      | Semifinales      |  |   | Final       | Final       | Final       |  |
|  | 7 al 9 de julio  | 7 al 9 de julio         | 7 al 9 de julio  |                         |       | 15 y 16 de julio    | 15 y 16 de julio | 15 y 16 de julio |  |   | 30 de julio | 30 de julio | 30 de julio |  |
|  |                  |                         |                  |                         |       |                     |                  |                  |  |   |             |             |             |  |
|  |                  |                         |                  |                         |       |                     |                  |                  |  |   |             |             |             |  |
|  | 2                | Atlético Policial       | 3                |                         |       |                     |                  |                  |  |   |             |             |             |  |
|  | 2                | Atlético Policial       | 3                |                         |       |                     |                  |                  |  |   |             |             |             |  |
|  | 9                | Américo Tesorieri       | 0                |                         |       |                     |                  |                  |  |   |             |             |             |  |
|  | 9                | Américo Tesorieri       | 0                |                         | 2     | Atlético Policial   | 0 (5)            |                  |  |   |             |             |             |  |
|  |                  |                         |                  |                         | 2     | Atlético Policial   | 0 (5)            |                  |  |   |             |             |             |  |
|  |                  |                         | 6                | Villa Cubas             | 0 (6) |                     |                  |                  |  |   |             |             |             |  |
|  | 5                | Defensores del Norte    | 6                | Villa Cubas             | 0 (6) | 2 (0)               |                  |                  |  |   |             |             |             |  |
|  | 5                | Defensores del Norte    |                  |                         |       |                     |                  |                  |  |   |             |             |             |  |
|  | 6                | Villa Cubas             | 2 (3)            |                         |       |                     |                  |                  |  |   |             |             |             |  |
|  | 6                | Villa Cubas             | 2 (3)            |                         |       |                     |                  |                  |  | 6 | Villa Cubas | 1           |             |  |
|  |                  |                         |                  |                         |       |                     |                  |                  |  | 6 | Villa Cubas | 1           |             |  |
|  |                  |                         | 3                | San Lorenzo de Alem     | 0     |                     |                  |                  |  |   |             |             |             |  |
|  | 3                | San Lorenzo de Alem     | 3                | San Lorenzo de Alem     | 0     | 1                   |                  |                  |  |   |             |             |             |  |
|  | 3                | San Lorenzo de Alem     |                  |                         |       |                     |                  |                  |  |   |             |             |             |  |
|  | 8                | Chacarita               | 0                |                         |       |                     |                  |                  |  |   |             |             |             |  |
|  | 8                | Chacarita               | 0                |                         | 3     | San Lorenzo de Alem | 3                |                  |  |   |             |             |             |  |
|  |                  |                         |                  |                         | 3     | San Lorenzo de Alem | 3                |                  |  |   |             |             |             |  |
|  |                  |                         | 4                | Independiente (Capital) | 0     |                     |                  |                  |  |   |             |             |             |  |
|  | 4                | Independiente (Capital) | 4                | Independiente (Capital) | 0     | 2                   |                  |                  |  |   |             |             |             |  |
|  | 4                | Independiente (Capital) |                  |                         |       |                     |                  |                  |  |   |             |             |             |  |
|  | 7                | Vélez Sarsfield         | 3                |                         |       |                     |                  |                  |  |   |             |             |             |  |
|  | 7                | Vélez Sarsfield         | 3                |                         |       |                     |                  |                  |  |   |             |             |             |  |
|  |                  |                         |                  |                         |       |                     |                  |                  |  |   |             |             |             |  |

Nota: En caso de igualar en los 90' de juego, se definirá mediante tiros desde el punto penal.
| 1. |

### Cuartos de final
| 9 de julio, 17:00 | Atlético Policial                                         | 3 - 0   | Américo Tesorieri | Malvinas Argentinas, Catamarca |                                |
|                   | Luis Seco 24' · Matías Sacco 34' · Gastón Barrionuevo 58' | Reporte |                   | Árbitro(s): José Silva Castaño | Árbitro(s): José Silva Castaño |

| 7 de julio, 20:00 | Defensores del Norte                      | 2 - 2 (0:3 p.)             | Villa Cubas                                                   | Malvinas Argentinas, Catamarca |                          |
|                   | Julio Zárate 59' · Tomás Chayle 90+3'     | Reporte                    | 4' Ulises Delgadino · 45+6' (pen.) Lucas Romero               | Árbitro(s): Jesús Aldeco       | Árbitro(s): Jesús Aldeco |
|                   |                                           | Tiros desde el punto penal |                                                               |                                |                          |
|                   | Enzo Moya · Julio Zárate · Martín Quiroga |                            | Miguel Rizzardo · Juan Trejo · Francisco Soria · Luis Córdoba |                                |                          |

| 8 de julio, 17:00 | San Lorenzo de Alem | 1 - 0   | Chacarita | Malvinas Argentinas, Catamarca |                             |
|                   | Matías Solohaga 6'  | Reporte |           | Árbitro(s): Hernán Palacios    | Árbitro(s): Hernán Palacios |

| 8 de julio, 14:00 | Independiente (Capital)                       | 2 - 3   | Vélez Sarsfield                      | Malvinas Argentinas, Catamarca |                         |
| | Juan Cruz Herrera 65' · Adrián Bustamante 90' | Reporte | 4' 63' Rafael Sosa · 79' Axel Gausto | Árbitro(s): Martín Moya        | Árbitro(s): Martín Moya |
| Independiente avanza a semifinales por la suspensión impuesta por 3 meses del Tribunal de Disciplina a Vélez Sarsfield. |                                               |         |                                      |                                |                         |

### Semifinales
| 16 de julio, 16:00 | Atlético Policial                                                                                     | 0 - 0 (5:6 p.)             | Villa Cubas | Malvinas Argentinas, Catamarca |  |
|                    | |                            | | Árbitro(s): Jorge Romero       |  |
|                    | | Tiros desde el punto penal | |                                |  |
|                    | Luis Seco · Nahuel Ahumada · Matías Sacco · Diego Rearte · Joel Ferreyra · Darío Nieva · Leandro Maza |                            | Lucas Romero · Miguel Rizzardo · Francisco Soria · Luis Córdoba · Miguel Aballay · David Vera Rodas · Juan Trejo |                                |  |

| 15 de julio, 17:00 | San Lorenzo de Alem                         | 3 - 0   | Independiente (Capital) | Malvinas Argentinas, Catamarca |                            |
|                    | Leonardo Rojas 4' 56' · Matías Solohaga 30' | Reporte |                         | Árbitro(s): Matías Salcedo     | Árbitro(s): Matías Salcedo |

### Final
| 30 de julio, 16:00                                                | San Lorenzo de Alem | 0 - 1   | Villa Cubas       | Estadio Bicentenario, Catamarca |                           |
|                                                                   |                     | Reporte | 83' Gabriel Luque | Árbitro(s): Andrés Agüero       | Árbitro(s): Andrés Agüero |
| Villa Cubas clasificó al Torneo Regional Federal Amateur 2023-24. |                     |         |                   |                                 |                           |

## Estadísticas

### Goleadores
| Jugador           | Equipo              | Goles |
| ----------------- | ------------------- | ----- |
| Luis Seco         | Atlético Policial   | 11    |
| Matías Solohaga   | San Lorenzo de Alem | 10    |
| Juan Cruz Herrera | Independiente (C)   | 9     |

| Lucas Romero              | Villa Cubas                  | 8 |
| Esteban Valatkevicnis     | Villa Cubas                  | 6 |
| Federico Álamo Martínez   | San Lorenzo de Alem          | 6 |
| Franco Arrascaeta         | Ferrocarriles                | 5 |
| Javier Bustamante         | Américo Tesorieri            | 5 |
| Martín Bordonaro          | San Lorenzo de Alem          | 5 |
| Martín Sierra             | Américo Tesorieri            | 5 |
| Segundo Gutiérrez         | Chacarita                    | 5 |
| Axel Gausto               | Vélez Sarsfield              | 4 |
| Gastón Barrionuevo        | Atlético Policial            | 4 |
| Alan Rivas                | Independiente (C)            | 3 |
| Alexis Vega               | San Lorenzo de Alem          | 3 |
| Facundo Carrizo           | Américo Tesorieri            | 3 |
| Facundo Ortellado         | San Lorenzo de Alem          | 3 |
| Fernando Novillo          | Chacarita                    | 3 |
| José Romero               | Ferrocarriles                | 3 |
| José Utrera               | Defensores del Norte         | 3 |
| Matías Delgado Bustamante | Vélez Sarsfield              | 3 |
| Ronald Tapia              | San Lorenzo de Alem          | 3 |
| Agustín Ocampo            | Ferrocarriles                | 2 |
| Alex Miranda              | Américo Tesorieri            | 2 |
| Andrés Vega               | Chacarita                    | 2 |
| César Sánchez             | Atlético Policial            | 2 |
| Elías Peralta             | Ferrocarriles                | 2 |
| Gabriel Galíndez          | Salta Central                | 2 |
| Gabriel Luque             | Villa Cubas                  | 2 |
| Gerásimo Carrizo          | Ferrocarriles                | 2 |
| Gonzalo Romero            | Chacarita                    | 2 |
| Luciano Castillo          | Chacarita                    | 2 |
| Miguel Aballay            | Villa Cubas                  | 2 |
| Miguel Rizzardo           | Villa Cubas                  | 2 |
| Nicolás Bustamante        | Atlético Policial            | 2 |
| Ramiro Herrera            | Américo Tesorieri            | 2 |
| Rodrigo Chávez            | Defensores del Norte         | 2 |
| Valentín Ontivero         | San Lorenzo de Alem          | 2 |
| Agustín Soria             | Villa Cubas                  | 1 |
| Alejandro Carrizo         | Vélez Sarsfield              | 1 |
| Axel Chaile               | Juventud Unida de Santa Rosa | 1 |
| Braian Espeche            | Defensores del Norte         | 1 |
| Brandon Herrera           | Independiente (C)            | 1 |
| Cristian Ocampo           | Juventud Unida de Santa Rosa | 1 |
| Cristian Rodríguez        | Defensores del Norte         | 1 |
| Damián Nieva              | Américo Tesorieri            | 1 |
| Darío Herrera             | Independiente (C)            | 1 |
| David Castillo            | Vélez Sarsfield              | 1 |
| David Palavecino          | Independiente (C)            | 1 |
| David Vera Rodas          | Villa Cubas                  | 1 |
| Emanuel Ceballos          | San Lorenzo de Alem          | 1 |
| Enzo Fernández            | Independiente (C)            | 1 |
| Franco Paredes            | Ferrocarriles                | 1 |
| Gabriel Rodríguez         | Independiente (C)            | 1 |
| Gastón Carrizo            | Defensores del Norte         | 1 |
| Gastón Villarreal         | Vélez Sarsfield              | 1 |
| Hugo Moya                 | Defensores del Norte         | 1 |
| Ignacio Gordillo          | Defensores del Norte         | 1 |
| Iván Suárez               | San Lorenzo de Alem          | 1 |
| Jorge Agüero              | Juventud Unida de Santa Rosa | 1 |
| Jorge Montivero           | Independiente (C)            | 1 |
| Junior Gutiérrez          | Juventud Unida de Santa Rosa | 1 |
| Kevin Navarro             | Independiente (C)            | 1 |
| Laureano Palavecino       | Ferrocarriles                | 1 |
| Leandro Gómez             | Juventud Unida de Santa Rosa | 1 |
| Leandro Maza              | Atlético Policial            | 1 |
| Lucas Ahumada             | Vélez Sarsfield              | 1 |
| Lucas Carrizo             | Américo Tesorieri            | 1 |
| Lucas Tapia               | Juventud Unida de Santa Rosa | 1 |
| Luis Córdoba              | Villa Cubas                  | 1 |
| Luis Rivero               | San Isidro                   | 1 |
| Marcos Agüero             | Juventud Unida de Santa Rosa | 1 |
| Marcos Córdoba            | Juventud Unida de Santa Rosa | 1 |
| Mariano Hernández         | Atlético Policial            | 1 |
| Martín Solohaga           | Salta Central                | 1 |
| Mateo Dávila Delgado      | Villa Cubas                  | 1 |
| Maximiliano Villarroel    | Ferrocarriles                | 1 |
| Nahuel Ahumada            | Atlético Policial            | 1 |
| Nelson Cordero            | Chacarita                    | 1 |
| Omar Veliz                | Chacarita                    | 1 |
| Pablo Quiroga             | Américo Tesorieri            | 1 |
| Rafael Sosa               | Vélez Sarsfield              | 1 |
| Pablo Varela              | Defensores del Norte         | 1 |
| Roque Caliva              | Independiente (C)            | 1 |
| Sebastián Elizondo        | Salta Central                | 1 |
| Sergio Carrizo            | Américo Tesorieri            | 1 |
| William Carrizo           | Salta Central                | 1 |
| Williams Allende          | Villa Cubas                  | 1 |

### Autogoles
| Jugador           | Equipo              | Anot. | Jornada  |
| ----------------- | ------------------- | ----- | -------- |
| Facundo Ortellado | San Lorenzo de Alem | 1     | Fecha 1  |
| Williams Allende  | Villa Cubas         | 1     | Fecha 6  |
| Alexis Rodríguez  | San Isidro          | 1     | Fecha 8  |
| Jonathan Trejo    | Villa Cubas         | 1     | Fecha 11 |

### Tabla temporada 2022-23
Las tablas de rendimiento no reflejan la clasificación final de los equipos, sino que muestran el rendimiento de los mismos atendiendo a la ronda final alcanzada.
El rendimiento corresponde a la proporción de puntos obtenidos sobre el total de puntos disputados.
| Pos. | Equipos                      | CL22. | AP23. | Pts. | PJ | PG | PE | PP | GF | GC | Dif | Rend. |
| ---- | ---------------------------- | ----- | ----- | ---- | -- | -- | -- | -- | -- | -- | --- | ----- |
| 1    | Atlético Policial            | 20    | 26    | 46   | 22 | 14 | 4  | 4  | 41 | 12 | 29  | 69.7% |
| 2    | Ferrocarriles (Chumbicha)    | 19    | 26    | 45   | 22 | 14 | 3  | 5  | 38 | 18 | 20  | 68.2% |
| 3    | Defensores del Norte         | 26    | 19    | 45   | 22 | 14 | 3  | 5  | 30 | 19 | 11  | 68.2% |
| 4    | San Lorenzo de Alem          | 17    | 25    | 42   | 22 | 13 | 3  | 6  | 53 | 18 | 35  | 63.6% |
| 5    | Américo Tesorieri            | 18    | 13    | 31   | 22 | 9  | 4  | 9  | 37 | 28 | 9   | 47%   |
| 6    | Vélez Sarsfield              | 14    | 14    | 28   | 22 | 12 | 4  | 6  | 31 | 20 | 11  | 42.4% |
| 7    | Independiente (Capital)      | 9     | 19    | 28   | 22 | 7  | 7  | 8  | 31 | 24 | 7   | 42.4% |
| 8    | Villa Cubas                  | 8     | 16    | 24   | 22 | 10 | 6  | 6  | 45 | 24 | 21  | 36.4% |
| 9    | Juventud Unida de Santa Rosa | 7     | 12    | 19   | 22 | 5  | 4  | 13 | 21 | 37 | -16 | 28.8% |
| 10   | Chacarita                    | 4     | 13    | 17   | 22 | 5  | 2  | 15 | 25 | 48 | -23 | 25.8% |
| 11   | San Isidro (Nueva Coneta)    | 12    | 1     | 13   | 22 | 3  | 4  | 15 | 14 | 76 | -62 | 19.7% |
| 12   | Salta Central                | 7     | 4     | 11   | 22 | 3  | 2  | 17 | 27 | 69 | -42 | 16.7% |